# Polacche op. 40
Le due Polacche Op. 40, la Polacca in La maggiore op. 40, n. 1 (soprannominata Polacca militare) e la Polacca in Do minore, op. 40, n. 2, furono composte da Fryderyk Chopin tra il 1838 e il 1839.

## Storia
Le due polacche dell'op. 40 furono scritte da Chopin in due momenti distinti. Sicuramente la prima era già stata composta prima che il musicista si recasse a Maiorca con George Sand nel novembre del 1838, come egli scrisse all'amico Camille Pleyel da Valldemossa. La seconda polacca vide la luce sull'isola, tra la fine del 1838 e i primi mesi del 1839; probabilmente alcune rifiniture furono apportate ancora alla partitura quando Chopin rientrò a Nohant, anche perché la pubblicazione avvenne solo nel 1840, seppur ritardata dalle lunghe trattative con gli editori.

## Analisi

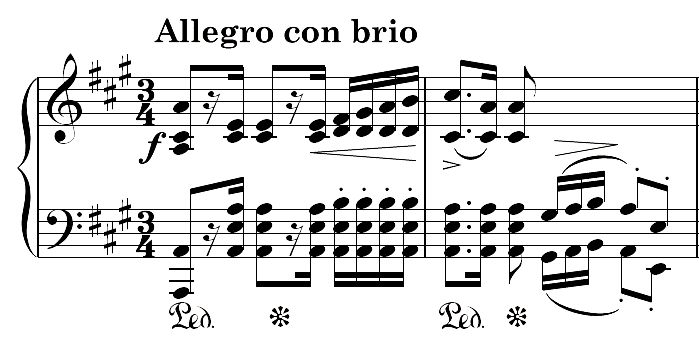
Polacca in La maggiore

Artur Rubinstein osservò che la polacca in La maggiore è il simbolo della gloria polacca, mentre la polacca in Do minore è il simbolo della tragedia polacca.

### Polacca in La maggiore, Op. 40, n. 1
In effetti la prima polacca dell'op. 40 è un brano dall'aspetto trionfale, sempre a ritmo di marcia senza mai un accenno di pausa; è un'opera scritta a gloria della Polonia, dei suoi momenti di grandezza militare; sembra che Chopin abbia voluto celebrare le vittorie del re Jan Sobieski con i suoi ussari polacchi contro l'esercito ottomano nel 1683. Non vi è nulla che possa ricordare, come alcuni studiosi hanno pensato, le glorie passate e ormai defunte dell'aristocrazia polacca ormai assurte solo a simbolo.
La polacca ha una costruzione molto semplice e regolare, presenta un ciclo ternario ed è senza Introduzione. Si apre subito con un accordo di La maggiore e prosegue con il ritmo tipico della polonaise (croma, due semicrome, quattro crome). La tonalità passa quindi in Re maggiore al centro della composizione nella sezione a trio, dopodiché si ripete l'apertura senza modifiche, tralasciando solo i segni di ripetizione. Il pezzo, che non presenta una Coda finale, è quasi interamente suonato forte o  fortissimo, il che rende l'esecuzione veramente incisiva . 
Durante l'invasione tedesca della Polonia del settembre 1939, all'inizio della seconda guerra mondiale, la Polskie Radio trasmise quotidianamente questo pezzo come protesta nazionalistica e per coinvolgere e mobilitare il popolo polacco.

### Polacca in Do minore, Op. 40, n. 2
Meno nota della precedente e forse la più misconosciuta fra tutte le analoghe composizioni di Chopin, la Polacca in Do minore in realtà è un'opera di grande valore, intensa e di alti livelli emotivi, ricca di contrasti, oltre a essere di notevole interesse da un punto di vista strutturale e compositivo.  Se la Polacca in La maggiore è trionfale e ricorda la gloria della Polonia, la seconda riflette non solo il dolore per la situazione politica, ma anche quello per la lontananza dalla patria, sofferenza accentuata dalla condizione psico-fisica del compositore. Scritta interamente sull'isola di Maiorca, risente fortemente della malattia, accentuatasi durante il soggiorno a Valldemossa, e della condizione psicologica del musicista, turbato dall'atmosfera spettrale del monastero e per di più convinto, dentro di sé, aver poco da vivere.
Questi sentimenti sono prevalenti soprattutto nella prima parte del brano, più tetra e desolata, segnata dai dodici accordi in Do minore ripetuti, ossessivi e oscuri; la drammaticità è più volte sottolineata dal contrasto tra il fortissimo di accordi seguiti immediatamente dal piano. Il tema principale, in antitesi con quello maestoso e gioioso della prima polacca, presenta una melodia triste suonata in ottave dalla sinistra, con frasi accennate suonate dalla mano destra. È intervallato da un tema apparentemente più sereno, prima di passare alla sezione del trio in La bemolle maggiore, che incorpora ritmi tipici della polacca; un ponte di grandissima efficacia lega quindi il trio alla ripresa dove il tema principale viene quindi ripetuto anche se in gran parte abbreviato e sfaldato, le armonie mutano e la melodia drammatica è riproposta dalla mano destra con un'intensa mestizia.